# Partido Nacionalsocialista Húngaro
El Partido Nacional Socialista Húngaro (en húngaro: Magyar Nemzeti Szocialista Párt) fue el nombre político adoptado por varios partidos menores nazis en Hungría antes de la Segunda Guerra Mundial.

## Primeros grupos nacionalsocialistas
Desde sus orígenes tempranos hasta la caída final del Tercer Reich, el nazismo tuvo un profundo impacto en la política húngara y, como consecuencia, se establecieron varios "movimientos similares" en el país durante el período interbellum. El PNSH inicial se organizó en la década de 1920, pero no ganó ninguna influencia. Sin embargo, esta encarnación del partido continuó en la década de 1930.
Un segundo grupo, el Partido Nacional Socialista del Trabajo, fue fundado por Zoltán Böszörmény en 1931. El movimiento pronto fue conocido como la Cruz de Scythe debido al emblema del partido. La Cruz de Scythe era bastante pequeño, pero fue el primer movimiento fascista en Hungría en pedir directamente una reforma agraria y la sociedad para los campesinos. Muchos movimientos fascistas posteriores, incluido el Partido de la Cruz Flechada, siguieron este ejemplo y obtuvieron apoyo rural. El movimiento de la Cruz de Scythe fue el más influenciado por los nazis de los diversos partidos, su manifiesto simplemente fue una traducción directa del Programa Nacionalsocialista, mientras que impulsó fuertemente el antisemitismo como parte central de su retórica.
El Partido Nacional Socialista de los Obreros y Trabajadores Agrícolas Húngaros (HNSALWP) se formó en 1933 como un grupo escindido del FKgP bajo Zoltán Meskó. Este partido apeló específicamente a los campesinos sin tierra. En poco tiempo subsumió el HNSP original y sus seguidores fueron conocidos como los "Camisas Verdes" por sus distintivos uniformes. También adoptaron la Cruz Flechada como su símbolo.

Los Camisas Verdes usaban este símbolo en sus uniformes.

Casi al mismo tiempo Sándor Graf Festetics, quien había servido brevemente como Ministro de Defensa durante el gobierno de Mihály Károlyi, creó su propio Partido Nacional Socialista Popular de Hungría (HNSPP). Un grupo rival, el llamado HNSP, también surgió bajo el liderazgo del Conde Fidél Pálffy (quien luego fue visto por las SS como candidato para liderar el país. Este grupo adoptó la esvástica como su emblema y el Programa Nacionalsocialista como su ideario político e incluso intentó organizar sus propias SA y SS, aunque en una escala mucho menor que en Alemania. Ambos grupos miraron directamente a la Alemania nazi en busca de su inspiración y copiaron al Partido Nazi tanto como pudieron. Ambos también fueron prohibidos poco después de su formación por el gobierno, aunque continuaron de manera clandestina.

## Intentos de unidad
En 1934, el HNSALWP, el HNSPP y el HNSP de Pálffy concluyeron una alianza formal, aunque en poco tiempo Festetics fue expulsado por su percepción de "suavidad" en el tema de los judíos de Hungría. Luego se unió a otro HNSP que fue organizado en Debrecen por István Balogh. Tanto Balogh como Festetics fueron elegidos al parlamento por este grupo en 1935. 
Los dos partidos restantes se unieron como el Partido Nacionalsocialista Húngaro en 1935 y en poco tiempo Pálffy había despedido a Meskó para dejarlo como único líder. Como consecuencia, Meskó restableció el HNSALWP, aunque no obtuvo mucho apoyo.

## Rebelión de la Cruz de Scythe
Mientras que las diversas facciones habían luchado para obtener algún tipo de unidad, el movimiento de la Cruz de Scythe había permanecido independiente. El grupo impulsó una fuerte plataforma de antisemitismo y anticomunismo y, al obtener su apoyo de las clases trabajadoras, pronto fue visto como un peligro potencial por parte del gobierno de Miklós Horthy. El apoyo fue particularmente fuerte entre los trabajadores temporeros pobres ocasionales en las grandes haciendas en el momento de la cosecha, y cuando más de 100 personas fueron arrestadas, todas se declararon dispuestas a morir por la "Idea" adoptada por Böszörmény.
Desarrollando una estructura de milicias, la Cruz de Scythe optó por la insurgencia y lanzó una especie de rebelión el Primero de Mayo de 1936. Unos cuantos miles de partidarios del grupo se movilizaron con la intención de marchar sobre Budapest, denunciando a la capital como "pecaminosa", todo ello dentro de su retórica. Sin embargo, el grupo bastante pequeño y mal equipado no fue rival para el ejército y fue sofocado rápidamente. Como resultado, el gobierno prohibió y suprimió al grupo y Böszörmény se exilió en Alemania.

## Unión bajo Szálasi
Mientras esto sucedía, Ferenc Szálasi había emergido como un líder fuerte de su propio partido, el Partido de la Voluntad Nacional (más tarde, el Partido de la Cruz Flechada). Este grupo pronto se convirtió en el foco de la unidad, absorbiendo al primer grupo de Balogh en 1937 antes de adoptar el apodo de HNSP para su propio grupo ese mismo año. En poco tiempo, Szálasi había traído a todos los principales talentos de Festetics, que estaba más cerca de la aristocracia a pesar de su coqueteo con el nazismo, bajo su paraguas.

## Experiencia de guerra
El Partido de la Cruz Flechada fue prohibido cuando estalló la guerra y, como resultado, a Szálasi le resultó difícil mantener la unidad. Pálffy se unió a László Baky para relanzar el HNSP casi de inmediato y este grupo tenía 15 diputados en 1940, cuando se fusionó nuevamente con el grupo de Szálasi. Sin embargo, esta unión no duraría, ya que en 1941 se separaron para formar un partido denominado Renovación Húngara - Partido Nacional Socialista, que contaba con 44 diputados. Apoyado por el periódico Magyarság, financiado por Alemania, el partido avanzó poco, aunque fue uno de los pocos autorizados a continuar después de la invasión alemana y desempeñó un papel menor en el gobierno de Szálasi. El HRNSP se fusionó oficialmente con el Partido de la Cruz Flechada en 1944, aunque fueron organizaciones independientes y continuaron funcionando así hasta el final de la guerra. 
Ninguno de los varios reclamantes al título de Partido Nacional Socialista Húngaro sobrevivió a la Segunda Guerra Mundial.

## Resultados electorales

### Asamblea Nacional
| Elección | N.º de Votos | N.º de diputados | Posición | Gobierno        |
| -------- | ------------ | ---------------- | -------- | --------------- |
| 1926     | 1.118        | 0/260            | 11º      | En la oposición |
| 1935     | 57.544       | 1/260            | 5º       | En la oposición |
| 1939     | 10.872       | 0/260            | 14º      | En la oposición |